# Station Złoty Stok
Station Złoty Stok is een spoorwegstation in de Poolse plaats Złoty Stok.